# Annona reticulata
Кремове яблуко або Серце бика (лат. Annona reticulata) —  це невелике листопадне або напів-вічнозелене дерево родини аннонових (Annonaceae), більш відоме своїми плодами, до яких належать такі рослини як черимоя та цукрове яблуко. Плід солодкий та використовується для приготування десертів , проте в їжу частіше використовується черимоя.

## Опис
Annona reticulata — дерево, висота якого варіюється від 8 до 10 метрів заввишки, з тонким, 10-20 см завдовжки та 2-7 см завширшки, прямим листям із загостреним кінчиком (у деяких видів із зморшкуватим).
Гроно складається із трьох або чотирьох жовто-зелених квітів діаметром від 2 до 3 см, з трьома довгими зовнішніми та трьома дрібними внутрішніми пелюстками. 
Плоди мають різну форму: серцеподібну, кулясту, довгасту або неправильну. Розміри коливаються від 7 до 12 см, залежно від сорту. Стиглий плід має коричневий або жовтуватий колір та різний ступінь сітчастості, що також залежить від сорту. Мʼякоть може бути як соковитою та ароматною, схожою на  смак «традиційного» заварного крему, так і  сухою з неприємним смаком.

## Поширення та природне середовище

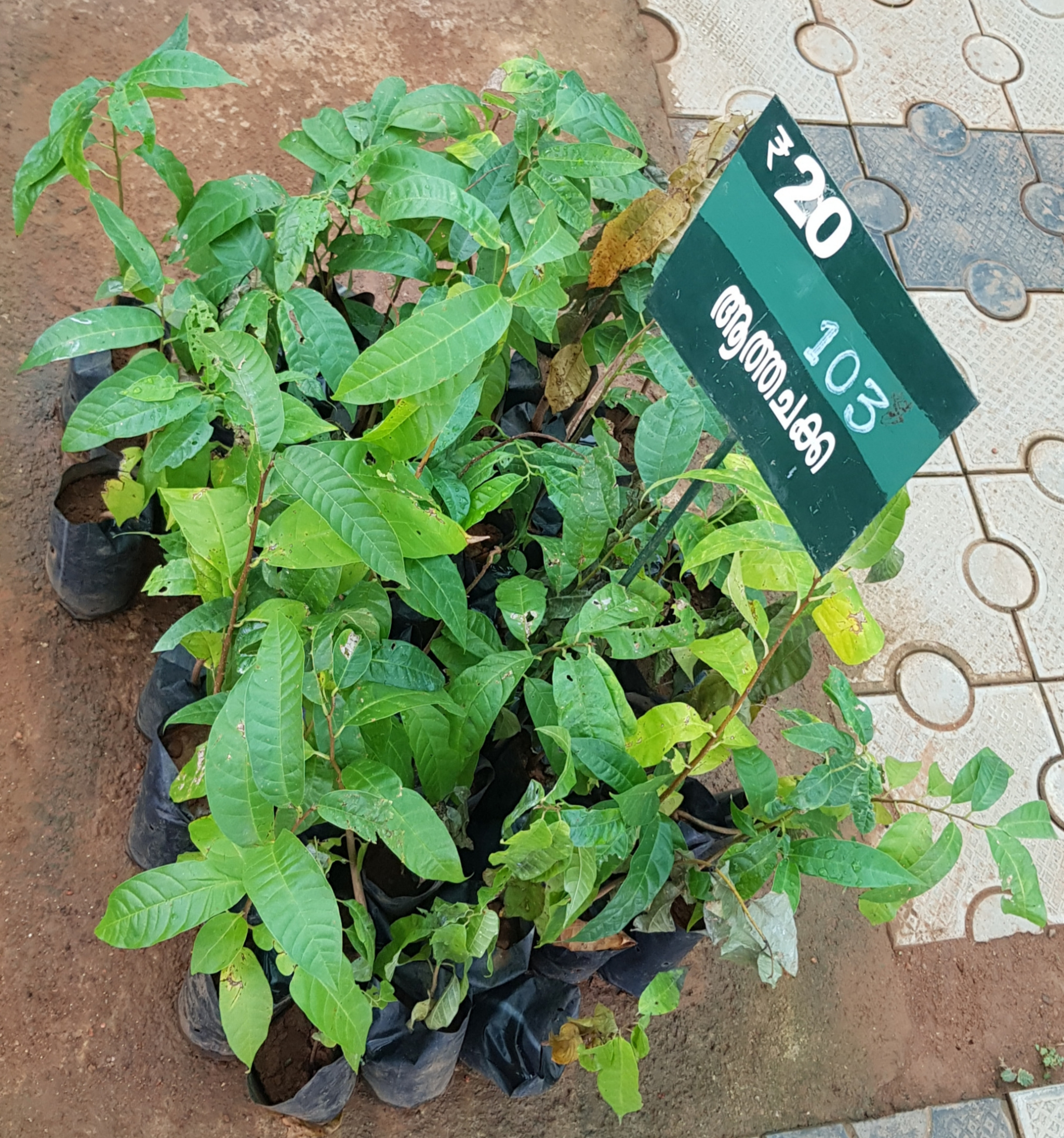
Саджанці в Індії

Походить Annona reticulata з Карибського басейну та Центральної Америки. В природних умовах кремове яблуко росте в тропічній зоні, включаючи Південно-Східну Азію, Тайвань, Індію, Пакистан, Австралію та Африку.

## Клімат
Хоча дерево найкраще росте в тропічних умовах, воно також зростає в субтропічних регіонах. Порівняно з іншими аннонами, кремове яблуко потребує більше вологості, оскільки є менш посухостійким. Необхідна річна температура коливається від 17 до 27°C. Переносить легкі нічні заморозки до -2 °C,  росте на багатьох типах ґрунтів, з водневим показником від 5 до 8. Не переносить перезволоження або занадто високого рівня ґрунтових вод.

## Вирощування
Розмноження кремового яблука можливе трьома способами: насінням, щепленням та брунькуванням. Врожайність дерева досягає  45 кг плодів на рік. В Азії сезон триває з липня по вересень, а в Карибському басейні — з лютого по квітень.

## Використання
Мʼякоть стиглого плоду  їстівна у свіжому вигляді і може використовуватись при приготуванні соку, морозива або пудингу. В Індії  з нього виготовляють соус. Листя та гілля  застосовують для дублення, оскільки вони містять сині пігменти. З внутрішньої кори виготовляють  обгортки, прикраси та капелюхи.

## Поживність
У 100 грамах кремового яблука міститься 101 калорія, 23%  добової норми вітаміну С та 17% добової норми  вітаміну В6. Сирий плід складається з 72% води, 25% вуглеводів, 2% білків та 1 % жирів.

## Ризик та вплив
Annona reticulata — інвазивна рослина, що негативно впливає на населення, яке вирощує цю культуру, оскільки всі частини дерева, окрім плодів, є токсичними, що може спричинити проблеми зі  здоровʼям  у людини.

## Хвороби та шкідники
До хвороб, які можуть уразити кремове яблуко, належать антракноз, плямистість листя та  діплодія. Спіральна нематода, низькоросла нематода та борошнистий червець також можуть  інфікувати рослину.

## Аромат та фітохімічні речовини
Аромат кремового яблука  обумовлений приблизно 180 сполуками, серед яких леткі  органічні сполуки, альфа-пінен, мірцен, лімонен та ін. Рослина багата на таніни.

## Народна медицина
Протягом століть відомо про різні способи  використання сушених плодів, кори та листя у народній медицині.